# Ronald MacDonald
Ronald John MacDonald (Antigonish, 30 marzo 1874 – 3 settembre 1947) è stato un maratoneta canadese, vincitore della maratona di Boston del 1898.

## Biografia
Il 19 aprile 1898, MacDonald, assieme ad altri 25 partecipanti, disputò la seconda maratona di Boston. All'epoca aveva solo 23 anni ed era studente al Boston College. Per lui fu la prima maratona che disputò e corse utilizzando scarpe per bici. MacDonald riuscì a vincere la gara dopo 2 ore e 42 minuti, 3 minuti prima di Gray (secondo classificato) e 13 minuti prima del tempo dell'anno precedente.
MacDonald partecipò ai Giochi olimpici del 1900 a Parigi con la squadra di atletica statunitense. Disputò la maratona, che riuscì a completare ma ottenne solo il settimo posto. In seguito, MacDonald partecipò altre due volte alla maratona di Boston, specificamente nel 1901 e nel 1902. In entrambe le occasioni non riuscì a completare la corsa per motivi fisici.
Nel 1901, MacDonald si iscrisse alla Saint Francis Xavier University in Antigonish, sua città natale. Continuò a partecipare e a vincere in varie corse nel Canada. Nel 1904, entrò nella scuola medica e lavorò come medico nel dominion di Terranova e in Nuova Scozia.
L'ultima corsa a cui partecipò MacDonald si svolse nel 1910 a Saint John's, in Canada. Nel 1979 fu inserito nella Sport Hall of Fame della Nuova Scozia per l'atletica leggera.

## Palmarès
| Anno | Manifestazione  | Sede   | Evento   | Risultato | Prestazione | Note |
| ---- | --------------- | ------ | -------- | --------- | ----------- | ---- |
| 1900 | Giochi olimpici | Parigi | Maratona | 7º        | n/d         |      |

## Altre competizioni internazionali
1898
- Oro alla Maratona di Boston ( Boston) - 2h42'00"